# Мазиков, Алексей Гаврилович
Алексей Гаврилович Мазиков (25 мая 1947, Успенка, Томская область — 9 ноября 2015, Курган) — сотрудник органов государственной безопасности СССР и Российской Федерации, начальник Управления по Курганской области (1993—2005), генерал-майор.

## Биография
Алексей Гаврилович Мазиков родился 25 мая 1947 года в многодетной крестьянской семье в деревне Успенка Ежинского сельсовета Пышкино-Троицкого района Томской области, ныне деревня входит в Сергеевское сельское поселение Первомайского района Томской области. Родители: Гаврила Петрович и Анна Сидоровна.
В 1965 году поступил в Томский политехнический институт имени С. М. Кирова, который окончил с отличием. Согласно решению выпускной комиссии был распределён в город Барнаул на Барнаульский завод геофизической аппаратуры, где с 1970 по 1972 год работал старшим инженером-технологом.
В 1972-1973 годах был курсантом Высших курсов КГБ при Совете Министров СССР в городе Минске. 
С 1973 по 1976 годы служил в УКГБ СССР по Алтайскому краю в городе Славгород.
В 1976—1978 годах являлся слушателем курсов подготовки руководящего состава ВКШ КГБ при Совете Министров СССР имени Ф. Э. Дзержинского.
Дальнейшую службу с 1978 по 1992 годы проходил вновь в УКГБ СССР по Алтайскому краю.
В 1992 году назначен заместителем начальника Управления Министерства безопасности Российской Федерации по Курганской области.
С 1993 года работал начальником Управления Федеральной службы контрразведки Российской Федерации, а после реорганизации в 1995 году — начальником Управления Федеральной службы безопасности Российской Федерации России по Курганской области. Ушёл в отставку в июне 2005 года.
С 2014 по 2015 годы был советником Губернатора Курганской области Алексея Геннадьевича Кокорина.
Генерал-майор Алексей Гаврилович Мазиков умер 9 ноября 2015 года после продолжительной болезни. Прощание прошло с 11:00 до 12:30 11 ноября 2015 года, в спорткомплексе «Динамо» города Кургана. Похоронен на кладбище села Кетово Кетовского сельсовета Кетовского района Курганской области, ныне село — административный центр Кетовского муниципального округа той же области.

## Награды
- Орден Почёта
- Орден Леона (Республика Абхазия)
- Нагрудный знак «Почётный сотрудник контрразведки»
- Медаль «За безупречную службу» I степени
- Юбилейная медаль «70 лет Вооружённых Сил СССР»